# Marca Futsal 2013-2014
La pagina raccoglie i dati riguardanti la Marca Futsal, squadra di calcio a 5 militante in serie A, nelle competizioni ufficiali della stagione 2013-2014.

## Maglie e sponsor
Il partner tecnico per la stagione 2013-2014 è Joma, mentre lo sponsor ufficiale è Pasta Zara.
| casa | Trasferta | 3ª maglia | 1ª portiere |

## Organigramma societario
- Presidente: Massimo Bello
- Presidente onorario: Paolo Foscarin
- Direttore generale: PierAntonio Varo
- Segretaria: Pamela Sartor
- Affari legali: Antonio Mezzomo
- Addetta Stampa: Pamela Sartor
- Responsabile Logistica: Franco Bertolo
- Responsabile Marketing e comunicazione: Stefano Ali
- Responsabile 1ª squadra: Sebastiano Menapace
- Allenatore 1ª squadra: Julio Fernández
- Preparatore atletico: Lorenzo Riela
- Fisioterapista: Novella Gatto
- Massaggiatore: Franco Stradiotto
- Medico: Giorgio Girardi
- Responsabile Settore giovanile: Leonardo Calmonte

## Trasferimenti

### Sessione estiva
| Andrei Dan      | Venezia          |
| Fabián Robledo  | Segovia          |
| Fernando Leitão | Sporting Lisbona |
| Luca Morassi    | Zanè Vicenza     |
| Sergio González | Segovia          |
| Marco Zaramello | Acqua e Sapone   |

| Bebetinho          | Foligno         |
| Borja Blanco       | svincolato      |
| Vinícius Duarte    | Pescara         |
| Jonas              | Pescara         |
| Guilherme Kuromoto | Shonan Bellmare |
| Fernando Wilhelm   | Asti            |

### Sessione invernale
| Daniele Bargellini | Abano           |
| Fabrizio Crepaldi  | Godega Calcio   |
| Luca Ferretton     | Villorba        |
| Luca Martinelli    | Val.Sa. Bologna |
| Edoardo Suraci     | Val.Sa. Bologna |
| Simone Zagatti     | Val.Sa. Bologna |

| Edgar Bertoni   | Luparense      |
| Marco Caverzan  | Luparense      |
| Chimanguinho    | Selbachense    |
| Andrei Dan      | Balzan         |
| Marco Ercolessi | Luparense      |
| Fabián Robledo  | Pescara        |
| Filipe Follador | Luparense      |
| Fernando Leitão | Acqua e Sapone |
| Luca Morassi    | Luparense      |
| Patrick Nora    | Luparense      |
| Sergio González | Pescara        |
| Marco Zaramello | Pescara        |

## Rosa 2013-2014

### Prima squadra
| N° | Naz.                                   | Ruolo | Sportivo             | Anno     |  |  |
| -- | -------------------------------------- | ----- | -------------------- | -------- |  |  |
| 1  | Italia (bandiera) · Brasile (bandiera) | POR   | Gabriel Miraglia     | 02.07.87 |  |  |
| 2  | Italia (bandiera)                      | DIF   | Marco Ercolessi      | 15.05.86 |  |  |
| 5  | Italia (bandiera) · Brasile (bandiera) | LAT   | Luiz Filipe Follador | 29.07.88 |  |  |
| 7  | Spagna (bandiera)                      | LAT   | Sergio González      | 05.10.84 |  |  |
| 9  | Romania (bandiera)                     | PIV   | Andrei Dan           | 27.09.89 |  |  |
| 10 | Brasile (bandiera)                     | PIV   | Chimanguinho         | 08.03.86 |  |  |
| 12 | Spagna (bandiera)                      | DIF   | Fabián Robledo       | 02.01.81 |  |  |
| 13 | Portogallo (bandiera)                  | PIV   | Fernando Leitão      | 03.01.81 |  |  |
| 14 | Italia (bandiera) · Brasile (bandiera) | DIF   | Patrick Nora         | 16.05.79 |  |  |
| 15 | Italia (bandiera) · Brasile (bandiera) | LAT   | Edgar Bertoni        | 24.07.81 |  |  |
| 19 | Italia (bandiera)                      | POR   | Luca Morassi         | 07.01.91 |  |  |
| 20 | Italia (bandiera)                      | POR   | Marco Zaramello      | 26.01.82 |  |  |
|    | Italia (bandiera)                      | LAT   | Andrea Zonta         | 14.10.91 |  |  |

### Under-21
| N° | Naz.                                   | Ruolo | Sportivo           | Anno     |  |  |
| -- | -------------------------------------- | ----- | ------------------ | -------- |  |  |
|    | Italia (bandiera) · Marocco (bandiera) | LAT   | Yousef Ait-Cheikh  | 21.06.96 |  |  |
|    | Italia (bandiera)                      | POR   | Lorenzo Bello      | 29.09.96 |  |  |
|    | Italia (bandiera)                      | POR   | Giobatta Bianchini | 05.05.94 |  |  |
|    | Italia (bandiera)                      | LAT   | Manuel Cavallin    | 16.08.95 |  |  |
| 4  | Italia (bandiera)                      | LAT   | Marco Caverzan     | 11.08.94 |  |  |
| 13 | Italia (bandiera)                      | LAT   | Fabrizio Crepaldi  | 21.03.94 |  |  |
|    | Italia (bandiera)                      | PIV   | Nicola De Zen      | 29.11.93 |  |  |
|    | Italia (bandiera)                      | DIF   | Loris Di Guida     | 19.04.96 |  |  |
| 17 | Italia (bandiera) · Marocco (bandiera) | LAT   | Amin El Hamoudi    | 26.02.94 |  |  |
|    | Italia (bandiera)                      | LAT   | Davide Prosdocimi  | 15.12.93 |  |  |
|    | Italia (bandiera)                      | POR   | Christian Querin   | 25.04.94 |  |  |
| 18 | Italia (bandiera)                      | LAT   | Alvise Rosso       | 20.02.96 |  |  |

## Risultati

### Campionato

#### Girone di andata
| Arbitri: | Fabio Gelonese (Milano) Mario Filippini (Roma 1) |
| Crono:   | Nicola Raimondi (Battipaglia)                    |

|                                                                                     |           |                                           |
| Milucci 16'03’’ Fornari 26'58’’ José Carlos 35'16’’ Bico 35'36’’ R. Bertoni 38'56’’ | Marcatori | 3'56’’ E. Bertoni 20'52’’, 37'40’’ Leitão |

| Arbitri: | Angelo Galante (Ancona) Ruggiero Chiariello (Barletta) |
| Crono:   | Enrico Zago (Este)                                     |

|                     |           |                                                                               |
| S. González 11'52’’ | Marcatori | 3'25’’ De Oliveira 19'59’’ Marquinho 36'30’’, 38'39’ Vampeta 37'45’’ Bernardi |

| Arbitri: | Alessandro Malfer (Rovereto) Davide Aresu (Cagliari) Gianantonio Leonforte (Vicenza) |
| Crono:   | Nicola Salvalaggio (Castelfranco Veneto)                                             |

|                                              |           |                                              |
| Marinho 1'39’’ Canal 22'38’’ Honorio 33'05’’ | Marcatori | 13'50’’, 28'48’’ E. Bertoni 33'06’’ Follador |

| Arbitri: | Giuseppe Di Gregorio (Enna) Francesca Muccardo (Roma 1) |
| Crono:   | Biagio Carbone (Mestre)                                 |

|                                             |           |                                                   |
| Leitão 11'45’’ Nora 23'38’’ Robledo 26'18’’ | Marcatori | 20'16’’ Pedotti 26'26’’ (rig.) Urio 36'57’’ Laion |

| Arbitri: | Leonardo Balli (Prato) Carmelo Loddo (Reggio Calabria) Marco Messina (Vasto) |
| Crono:   | Lorenzo Di Guilmi (Vasto)                                                    |

|                                                                   |           |                                                                                 |
| Morgado 11'27’’ Mauricio 12'39’’ Jonas 20'29’’ Eka 39'59’’ (rig.) | Marcatori | 14'45’’ S. González 25'30’’, 35'54’’ (t.l.) E. Bertoni 35'03’’, 36'43’’ Robledo |

| Arbitri: | Andrea Sabatini (Bologna) Nicola Manzione (Salerno) |
| Crono:   | Enrico De Poli (Mestre)                             |

| |           |                              |
| Chimanguinho 3'30’’, 14'25’’ Ippoliti 10'20’’ (aut.) Leitão 19'20’’, 30'44’’, 32'24’’ Ercolessi 20'36’’ Robledo 26'20’’ | Marcatori | 25'53’’ Parrel 38'44’’ Salas |

| Arbitri: | Antonio Gallo (Torre Annunziata) Mauro Albertini (Ascoli Piceno) |
| Crono:   | Vincenzo Tafuro (Brindisi)                                       |

|                                  |           |                                                    |
| Manfroi 22'10’’ Paulinho 31'35’’ | Marcatori | 7'00’’ Nora 22'20’’ E. Bertoni 38’27’’ S. González |

| Arbitri: | Walter Mameli (Cagliari) Angelo Galante (Ancona) Jacopo Stragapede (Roma 1) |
| Crono:   | Giovanni Colombi (Tivoli)                                                   |

|                  |           |                                                                                           |
| Silveira 16’36’’ | Marcatori | 7'42’’ S. González 10'05’’ Ercolessi 17’00’’ Robledo 33’28’’ E. Bertoni 34’58’’ Ercolessi |

| Arbitri: | Domenico Daidone (Trapani) Rocco De Francesco (Bari) |
| Crono:   | Calogero Castellino (Treviso)                        |

|                           |           |                                 |
| Ercolessi 4’12’’, 37'50’’ | Marcatori | 2'40’’ Chaguinha 14'06’’ Murilo |

#### Girone di ritorno
| Arbitri: | Alessandro Maggiore (Bologna) Damiano Calaprice (Bari) |
| Crono:   | Simonetta Romanello (Padova)                           |

|  |           | |
|  | Marcatori | 1’20’’, 10’20’’, 23'30’’ Campano 8'00’’, 15'30’’, 34'33’’ Noro 9'00’’, 30'10’’, 39'30’’ Abdala 9'50’’ Bico 15’00’’ Milucci 15'30’’, 34'55’’, 35'00’’ Fornari 21'00’’, 31'45’’ R. Bertoni 24’34’’, 26'00’’, 35'40’’, 39'10’’ Evandro |

| Arbitri: | Andrea Campi (Ciampino) Vincenzo Brischetto (Acireale) |
| Crono:   | Ettore Quarti (Imperia)                                |

| |           |  |
| Garcias 1’10’’ Ramon 7’22’’, 8’47’’, 32'32’’, 34'29’’ Corsini 9’01’’, 9’13’’, 18'18’’ Cavinato 9'26’’ Patias 20'47’’ Garbin 36’49’’ | Marcatori |  |

| Arbitri: | Emanuele Pino Frangione (Bernalda) Nicola Salvalaggio (Castelfranco Veneto) |
| Crono:   | Andrea Giada (Mestre)                                                       |

|  |           | |
|  | Marcatori | 1'58’’, 9'47’’, 36'39’’ Waltinho 4'23’’, 12'38’’, 24'52’’ Merlim 6'30’’ Follador 6'54’’, 15'36’’, 18'28’’ Nora 15'10’’ Caputo 32'04’’ Baron 36'02’’ E. Bertoni |

| Arbitri: | Leonardo Gaetani (Pescara) Daniele Ferretti (Roma 1) |
| Crono:   | Fabrizio Burattoni (Lugo di Romagna)                 |

| |           |  |
| Coco 8'00’’, 25'32’’, 26'47’’ Tuli 12'09’’ Pereira 17'06’’, 29'55’’ Kaká 22'20’’, 32'15’’, 33'42’’, 35'55’’ Pedotti 25'55’’ Zannoni 28'44’’ Kapa 34'38’’ Failla 38'34’’, 39'52’’ | Marcatori |  |

### Play-out

#### Andata[1]
| Arbitri: | Giancarlo Lombardi (Roma 1) Daniele Ferretti (Roma 1) Biagio Carbone (Mestre) |
| Crono:   | Simonetta Romanello (Padova)                                                  |

|              |           |                                                                                           |
| Crepaldi 39’ | Marcatori | 3’ Milucci 6'30’’ R. Bertoni 8’, 35'10'’ L. González 10'30'’, 33’ Abdala 28'30'’ Galletto |

#### Ritorno[2]
| Arbitri: | Rocco De Francesco (Bari) Alessandro Merenda (Reggio Calabria) Nicola Raimondi (Battipaglia) |
| Crono:   | Enrico Pagano (Torre Annunziata)                                                             |

| |           |  |
| Evandro 4'05’’, 6'35'’ L. González 5'37’’, 14'33’’ Abdala 7'02'’, 23'15'’ Canneva 9'44’’ Galletto 11'41’’ Pipolo 14'44’’ | Marcatori |  |

### Supercoppa italiana
| Arbitri: | Domenico Daidone (Trapani) Nicola Manzione (Salerno) Vincenzo Messana (Trapani) |
| Crono:   | Gaudenzio Raffaelli (Terni)                                                     |

|                                         |           |                                                                                       |
| Nora 9'32’’, 33'58’’ E. Bertoni 36'45’’ | Marcatori | 4'51’’, 32'01’’, 40'00’’ Merlim 10'30’’ Honorio 32'41’’, 39'33’’ Canal 36'34’’ Caputo |

### Coppa UEFA

#### Turno principale
| Arbitri: | Josip Barton Arsen Nonikashvili Vitali Rakutski |
| Crono:   | Dmytro Besporochnyy                             |

|                                                                    |           |  |
| Robledo 0'55’’ Bertoni 19'24’’ Chimanguinho 30'45’’ Leitão 34'21’’ | Marcatori |  |

| Arbitri: | Josip Barton Vitali Rakutski Sebastian Stawicki |

|                                        |           |                                     |
| Alex Maranhão 35'16'’ Graciano 39'59'’ | Marcatori | 6'33'’ Chimanguinho 19'47'’ Bertoni |

| Arbitri: | Sebastian Stawicki Josip Barton Arsen Nonikashvili |

|                            |           |                                                        |
| Fedorchenko 36'18’’ (aut.) | Marcatori | 9'19’’ Kameko 16'00’’ Sorokin 36'51’’, 39'14’’ Ivanyak |

## Statistiche
aggiornate al 14 novembre

### Statistiche di squadra
| Competizione        | Punti | In casa | In casa | In casa | In casa | In trasferta | In trasferta | In trasferta | In trasferta | Totale | Totale | Totale | Totale | Totale | Totale |
| Competizione        | Punti | G       | V       | N       | P       | G            | V            | N            | P            | G      | V      | N      | P      | Gf     | Gs     |
| ------------------- | ----- | ------- | ------- | ------- | ------- | ------------ | ------------ | ------------ | ------------ | ------ | ------ | ------ | ------ | ------ | ------ |
| Campionato          | 8     | 3       | 1       | 1       | 1       | 3            | 1            | 1            | 1            | 6      | 2      | 2      | 2      | 23     | 22     |
| Play-out            | -     | -       | -       | -       | -       | -            | -            | -            | -            | -      | -      | -      | -      | -      | -      |
| Winter Cup          | -     | -       | -       | -       | -       | -            | -            | -            | -            | -      | -      | -      | -      | -      | -      |
| Coppa UEFA          | -     | 0       | 0       | 0       | 0       | 3            | 1            | 1            | 1            | 3      | 1      | 1      | 1      | 7      | 6      |
| Supercoppa italiana | -     | 1       | 0       | 0       | 1       | -            | -            | -            | -            | 1      | 0      | 0      | 1      | 3      | 7      |
| Totale              | 8     | 4       | 1       | 1       | 2       | 6            | 2            | 2            | 2            | 10     | 3      | 3      | 4      | 33     | 35     |

### Statistiche dei giocatori
| Giocatore           | Campionato | Campionato | Campionato | Campionato | Play-out | Play-out | Play-out | Play-out | Coppa UEFA | Coppa UEFA | Coppa UEFA | Coppa UEFA | Winter Cup | Winter Cup | Winter Cup | Winter Cup | Supercoppa italiana | Supercoppa italiana | Supercoppa italiana | Supercoppa italiana | Totale | Totale | Totale | Totale |
| Giocatore           | Pres       |            |            |            | Pres     |          |          |          | Pres       |            |            |            | Pres       |            |            |            | Pres                |                     |                     |                     | Pres   |        |        |        |
| ------------------- | ---------- | ---------- | ---------- | ---------- | -------- | -------- | -------- | -------- | ---------- | ---------- | ---------- | ---------- | ---------- | ---------- | ---------- | ---------- | ------------------- | ------------------- | ------------------- | ------------------- | ------ | ------ | ------ | ------ |
| Edgar Bertoni       | 6          | 5          | 0          | 0          | -        | -        | -        | -        | 3          | 2          | 2          | 0          | -          | -          | -          | -          | 1                   | 1                   | 0                   | 0                   | 10     | 8      | 2      | 0      |
| Fabián Robledo      | 6          | 4          | 1          | 0          | -        | -        | -        | -        | 3          | 1          | 0          | 0          | -          | -          | -          | -          | 1                   | 0                   | 0                   | 0                   | 10     | 5      | 1      | 0      |
| Marco Ercolessi     | 6          | 1          | 2          | 0          | -        | -        | -        | -        | 3          | 0          | 1          | 0          | -          | -          | -          | -          | 1                   | 0                   | 0                   | 0                   | 10     | 1      | 3      | 0      |
| Filipe Follador     | 6          | 1          | 0          | 0          | -        | -        | -        | -        | 3          | 0          | 0          | 0          | -          | -          | -          | -          | 1                   | 0                   | 0                   | 0                   | 10     | 1      | 0      | 0      |
| Sergio González     | 6          | 2          | 1          | 0          | -        | -        | -        | -        | 3          | 0          | 0          | 0          | -          | -          | -          | -          | 1                   | 0                   | 1                   | 0                   | 10     | 2      | 2      | 0      |
| Fernando Leitão     | 6          | 6          | 0          | 0          | -        | -        | -        | -        | 3          | 1          | 0          | 0          | -          | -          | -          | -          | 1                   | 0                   | 0                   | 0                   | 10     | 7      | 0      | 0      |
| Gabriel Miraglia    | 4          | -13        | 0          | 0          | -        | -        | -        | -        | 3          | -4         | 0          | 0          | -          | -          | -          | -          | -                   | -                   | -                   | -                   | 7      | -17    | 0      | 0      |
| Luca Morassi        | 6          | 0          | 0          | 0          | -        | -        | -        | -        | 3          | 0          | 0          | 0          | -          | -          | -          | -          | 1                   | 0                   | 0                   | 0                   | 10     | 0      | 0      | 0      |
| Patrick Nora        | 6          | 1/-3       | 2          | 0          | -        | -        | -        | -        | 3          | 0/-2       | 0          | 0          | -          | -          | -          | -          | 1                   | 2/-2                | 1                   | 0                   | 10     | 3/-7   | 3      | 0      |
| Marco Caverzan      | 3          | 0          | 0          | 0          | -        | -        | -        | -        | 3          | 0          | 0          | 0          | -          | -          | -          | -          | 1                   | 0                   | 0                   | 0                   | 7      | 0      | 0      | 0      |
| Marco Zaramello     | 2          | -6         | 0          | 0          | -        | -        | -        | -        | 3          | 0          | 0          | 0          | -          | -          | -          | -          | 1                   | -5                  | 0                   | 0                   | 6      | -11    | 0      | 0      |
| Chimanguinho        | 6          | 2          | 1          | 0          | -        | -        | -        | -        | 3          | 2          | 0          | 0          | -          | -          | -          | -          | 1                   | 0                   | 0                   | 0                   | 10     | 4      | 1      | 0      |
| Andrei Dan          | 6          | 0          | 0          | 0          | -        | -        | -        | -        | 2          | 0          | 0          | 0          | -          | -          | -          | -          | 1                   | 0                   | 0                   | 0                   | 9      | 0      | 0      | 0      |
| Christian Querin    | -          | -          | -          | -          | -        | -        | -        | -        | -          | -          | -          | -          | -          | -          | -          | -          | -                   | -                   | -                   | -                   | -      | -      | -      | -      |
| Loris Di Guida      | -          | -          | -          | -          | -        | -        | -        | -        | 3          | 0          | 0          | 0          | -          | -          | -          | -          | -                   | -                   | -                   | -                   | 3      | 0      | 0      | 0      |
| Alvise Rosso        | 1          | 0          | 0          | 0          | -        | -        | -        | -        | -          | -          | -          | -          | -          | -          | -          | -          | -                   | -                   | -                   | -                   | 1      | 0      | 0      | 0      |
| Matteo Basso        | 1          | 0          | 0          | 0          | -        | -        | -        | -        | -          | -          | -          | -          | -          | -          | -          | -          | -                   | -                   | -                   | -                   | 1      | 0      | 0      | 0      |
| Giobatta Bianchini  | -          | -          | -          | -          | -        | -        | -        | -        | -          | -          | -          | -          | -          | -          | -          | -          | -                   | -                   | -                   | -                   | -      | -      | -      | -      |
| Erzon Behluli       | -          | -          | -          | -          | -        | -        | -        | -        | -          | -          | -          | -          | -          | -          | -          | -          | -                   | -                   | -                   | -                   | -      | -      | -      | -      |
| Andrea Zonta        | -          | -          | -          | -          | -        | -        | -        | -        | -          | -          | -          | -          | -          | -          | -          | -          | -                   | -                   | -                   | -                   | -      | -      | -      | -      |
| Manuel Cavallin     | -          | -          | -          | -          | -        | -        | -        | -        | -          | -          | -          | -          | -          | -          | -          | -          | -                   | -                   | -                   | -                   | -      | -      | -      | -      |
| Riccardo De Zen     | -          | -          | -          | -          | -        | -        | -        | -        | -          | -          | -          | -          | -          | -          | -          | -          | -                   | -                   | -                   | -                   | -      | -      | -      | -      |
| Davide Prosdocimi   | -          | -          | -          | -          | -        | -        | -        | -        | -          | -          | -          | -          | -          | -          | -          | -          | -                   | -                   | -                   | -                   | -      | -      | -      | -      |
| Alessandro Santi    | -          | -          | -          | -          | -        | -        | -        | -        | -          | -          | -          | -          | -          | -          | -          | -          | -                   | -                   | -                   | -                   | -      | -      | -      | -      |
| Lorenzo Bello       | -          | -          | -          | -          | -        | -        | -        | -        | -          | -          | -          | -          | -          | -          | -          | -          | -                   | -                   | -                   | -                   | -      | -      | -      | -      |
| Mohamed El Haddadi  | 1          | 0          | 0          | 0          | -        | -        | -        | -        | -          | -          | -          | -          | -          | -          | -          | -          | -                   | -                   | -                   | -                   | 1      | 0      | 0      | 0      |
| Amin El Hamoudi     | -          | -          | -          | -          | -        | -        | -        | -        | -          | -          | -          | -          | -          | -          | -          | -          | -                   | -                   | -                   | -                   | -      | -      | -      | -      |
| Giacomo Esposito    | -          | -          | -          | -          | -        | -        | -        | -        | -          | -          | -          | -          | -          | -          | -          | -          | -                   | -                   | -                   | -                   | -      | -      | -      | -      |
| Sebastiano Menapace | -          | -          | -          | -          | -        | -        | -        | -        | -          | -          | -          | -          | -          | -          | -          | -          | -                   | -                   | -                   | -                   | -      | -      | -      | -      |

## Giovanili

### Organigramma societario
Area direttiva e organizzativa
- Responsabile Settore Giovanile: Leonardo Calmonte
- Allenatore Under 21: Sylvio Rocha
- Allenatore Juniores: Leonardo Calmonte
- Allenatore Pulcini e Piccoli Amici: Mico Pagnan
- Allenatore Allievi: Vittorio Nuvoletta
- Allenatore Pulcini "A": Andrea Rozzato
- Allenatore Pulcini "B": Gianluca Ghirardo con Erzon Behluli e Ivo Visentin
- Allenatore Giovanissimi: Ivo Visentin
- Allenatore Esordienti: Leonardo Calmonte
- Dirigente accompagnatore Under 21: Baldassarre Di Guida
- Dirig. accomp. Juniores: Vito Cavallin, Fabrizio Camposilvan
- Dirig. accomp. Allievi: Baldassare Di Guida
- Dirig. accomp. Giovanissimi: Fabrizio Camposilvan
- Dirig. accomp. Attività di base: Domenico Fontana, Fabrizio Camposilvan
- Medico: Dott. Giuseppe Pesce

### Piazzamenti
- Under 21: 5ª nel girone E del campionato nazionale.

Sedicesimi di finale play-off.
3ª fase di Coppa Italia.
- Juniores: 2ª nel campionato élite regionale a girone unico.

Finalista play-off regionali.
- Allievi: 2ª nel girone B del campionato regionale.

Semifinalista play-off regionali.